# Matthew Sorinola
Matthew Alexander Sorinola (* 19. Februar 2001 in Lambeth) ist ein englisch-nigerianischer Fußballspieler, der seit Januar 2024 beim englischen  Zweitligisten Plymouth Argyle unter Vertrag steht.

## Karriere
Sorinola begann seine fußballerische Ausbildung 2009 in der Jugendakademie des FC Fulham aus London. Sieben Jahre später wechselte er zu einem englischen Drittligisten, den Milton Keynes Dons. Dort bekam er im Sommer 2019 einen Profivertrag zusammen mit zwei anderen aus der Akademie. In der Saison 2019/20 kam er nur zu drei EFL-Trophy-Einsätzen und stand in der Liga lediglich viermal im Spieltagskader. Am 12. September 2020 (1. Spieltag) wurde er gegen die Doncaster Rovers in der Schlussphase eingewechselt und debütierte somit im Profibereich. Am 30. Januar 2021 (27. Spieltag) wurde er gegen den AFC Wimbledon erneut eingewechselt und schoss das finale Tor, sein erstes für die Profis, zum 2:0-Sieg. In der gesamten Spielzeit 2020/21 spielte er 34 Mal in der Liga, wobei er ein Tor schoss und fünf Tore auflegte.
Zur Saison 2021/22 wechselte Sorinola mit einem Drei-Jahres-Vertrag zum belgischen Aufsteiger Royale Union Saint-Gilloise. Am 1. August 2021 (2. Spieltag) debütierte er in der Division 1A, als er bei einer 0:1-Niederlage gegen den FC Brügge kurz vor Schluss eingewechselt wurde. Sein erstes Tor im neuen Trikot machte er bei einem 2:1-Sieg gegen den SV Zulte Waregem, nachdem er eingewechselt wurde und das entschiedene Tor erzielen konnte.
In der Saison 2021/22 bestritt er insgesamt 14 von 40 möglichen Ligaspielen und 2 Pokalspiele für Saint-Gilloise. Im Juni 2022 wurde er für die EFL Championship 2022/23 an den von seinem Ex-Trainer Russell Martin trainierten Verein Swansea City ausgeliehen. Für Swansea bestritt er 29 von 46 möglichen Ligaspielen, in denen er zwei Tore schoss, sowie je ein Spiel im Pokal und Ligapokal.
In der Saison 2023/24 gehörte er wieder zum Kader von Royale Union, wurde aber bei keinem Spiel eingesetzt. Ende Dezember 2023 einigte er sich mit dem Verein auf eine Vertragsauflösung. Mitte Januar 2024 unterschrieb er einen Vertrag beim englischen  Zweitligisten Plymouth Argyle.